# Anisya Kirillovna Tolstaya
Anisya Kirillovna Tolstaya, död 1732, var en rysk adelskvinna.
Hon var hovdam åt Katarina I. Hon hade under en tid ett förhållande med Peter den store. 